# 燕塘镇
燕塘镇，是中华人民共和国广西壮族自治区贺州市钟山县下辖的一个乡镇级行政单位。燕塘镇总面积101.5平方公里，总人口25776人（2011年）。全镇耕地面积18345亩，森林面积11.07万亩。

## 行政区划
燕塘镇下辖7个村委，68个自然村：
燕塘村、张屋村、合群村、聚义村、玉坡村、九龙村和黄宝村。

## 中国传统村落
- 2012年12月，玉坡村被评为首批“中国传统村落”。
- 2013年8月，英家街被评为第二批中国传统村落。